# ハンス・ヘルマン・ベーア

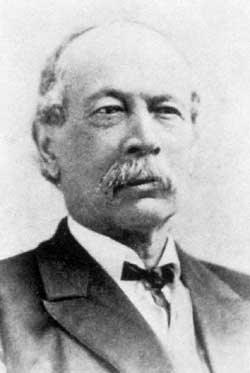
Hans Hermann Behr

ハンス・ヘルマン・ベーア（Hans Hermann Behr、1818年8月18日 - 1904年3月6日）は、ドイツ生まれで、後半生はアメリカ合衆国のサンフランシスコで働いた医師、博物学者である。カリフォルニアの博物学の研究に貢献した。

## 略歴
ケーテンに生まれた。ケーテンの役人の名家の出身である 。ケーテンの学校などで古典語や数学を学んだ後、マルティン・ルター大学ハレ・ヴィッテンベルクや、ベルリン大学で医学を学んだ。1843年にベルリン大学を卒業した。アレクサンダー・フンボルトやカール・リッターの勧めで1844年に、植物学と昆虫学の研究のためにオーストラリアに渡った。現在の南オーストラリア州のドイツ人入植地、Bethanian（現在の名称:Bethany）で13ヶ月を過ごし、近傍の地域を探検し、昆虫や植物を集め、報告をヨーロッパに送った 。アボリジニの人々と生活し、言語・習慣の研究もした。1846年に帰国し、アデレード地域の昆虫や、オーストラリアの植物の論文を発表した。後にベーアの収集した200点の植物はシュレヒテンダールによって研究・記載された。
1848年のヨーロッパは政治的に不安定で、ベーアも政治活動に参加した。ベーアの父親は息子が逮捕されるような事態をさけるために、息子を再びオーストラリアに移住させる手配をした。1948年11月にオーストラリアに着き、Bethanianで1年過ごした。ビクトリア州政府の植物学者、フェルディナント・フォン・ミュラーとドイツから転地療養のためにオーストラリアに渡ってきた医師のウィリアム・ヒレブランド（William Hillebrand、ドイツ名、Wilhelm Hillebrand）と知り合った。南オーストラリア州の植物分類学的研究を行った最初の一人であり、シュレヒテンダールの他、マイスナー(Carl Meissner)、ゾンダー(Otto Wilhelm Sonder)、ミクェルらの植物学者によって、ベーアの標本は研究され、アオイ科の植物の種、Lasiopetalum behriiなど多くの種にベールの名前が命名された。
1849年にヒレブランドとフィリピンに渡り、7ヶ月ほど医師として働いた後、1849年にアメリカ合衆国に移りサンフランシスコに住んだ。ヒレブランドはハワイに住み、ハワイの植物学の著作で知られることになる。その後、結婚のために短期間、ドイツに戻った他は50年以上アメリカで暮らした。医師として働いたが、その人格を新聞から非難されるなど成功したとはいえなかった。
昆虫の収集と、昆虫と植物の関係などの論文を執筆し、多くの学術誌に寄稿した。1872年にカリフォルニア製薬協会（California Pharmaceutical Society）が設立されると教授に任じられ、隔週で伝統薬のための植物収集野外調査の組織と伝統薬用植物の研究を行う仕事についた。同じ年に、サンフランシスコの学者や上流階級の人が集まるボヘミアン・クラブが作られ、2年目に会員となった。1884年に著書"Synopsis of the genera of vascular plants in the vicinity of San Francisco"を出版した。1891年に、サンフランシスコの1850年からの植生の変化に関する論文を書いた。
1895年にカリフォルニア科学アカデミーの副会長を務め、3年後昆虫学の学芸員に任じられた。